# Siergiej Abielcew
Siergiej Abielcew – rosyjski polityk, deputowany do Dumy Państwowej Federacji Rosyjskiej V kadencji.